# Vecilla de la Polvorosa
Vecilla de la Polvorosa est une localité de la commune de Morales de Rey, qui se situe dans la province de Zamora, dans la région historique de León, en Espagne. En 2022, elle comptait 95 habitants.

## Histoire
La victoire des armées asturiennes d'Alphonse III à la bataille de la Polvorosa, près de la localité, en 878, fut décisive pour le repeuplement ultérieur de Vecilla, qui fut intégrée au royaume de León.
Plus tard, à l'époque moderne, Vecilla a fait partie des localités qui se sont intégrées aux terres du comté de Benavente.
Cependant, lors du processus de création des actuelles provinces espagnoles, en 1833, la localité a été intégrée à la province de Zamora, au sein de la région de León, étant intégrée en 1834 au parti judiciaire de Benavente,.
En 1842, l'ancienne commune de Vecilla de la Polvorosa a été intégrée à Morales de Rey,.

## Démographie
Évolution démographique de Vecilla de la Polvorosa
| 1842 | 2000 | 2002 | 2004 | 2006 | 2008 | 2010 | 2012 | 2014 |
| ---- | ---- | ---- | ---- | ---- | ---- | ---- | ---- | ---- |
| 94   | 133  | 131  | 124  | 128  | 125  | 116  | 113  | 104  |

| 2016 | 2018 | 2020 | - | - | - | - | - | - |
| ---- | ---- | ---- | - | - | - | - | - | - |
| 94   | 89   | 88   | - | - | - | - | - | - |

Source : INE